# Делчо Чолаков
Делчо Георгиев Чолаков е български политик от БКП, генерал-майор, заслужил деятел на физкултурата и спорта.

## Биография
Делчо Чолаков е роден на 10 октомври 1910 г. в Панагюрище. През 1929 г. се премества в София и започва работа като обущар. Там става секретар на РМС в кв. Редута. През 1931 г. става член на РМС, а от следващата година и на БКП. През 1942 г. става партизанин в партизанска бригада „Георги Бенковски“. След Деветосептемврийския преврат е последователно секретар на V районен комитет на БКП в София (1956), секретар на ГК на БКП в София. От 1951 г. до 1953 г. е помощник-министър на МВР по политическата част. От 1951 г. е генерал-майор. В периода 1964 – 1970 г. е председател на ГК на ОФ в София. През 1970 г. е избран за председател на Градския комитет на борците против фашизма и капитализма в София. Остава на тази позиция до 1984 г. Член е на Централната контролно-ревизионна комисия на БКП. От 1958 до 1966 г. е кандидат-член на ЦК на БКП, а от 1966 до 1971 г. и член на ЦК на БКП. Награждаван е с орден „Георги Димитров“.  С указ № 2068 от 9 октомври 1980 г. е обявен за Герой на социалистическия труд. Носител е на ордени „Народна република България“ I степен, „Народна свобода 1941 – 1944 г.“, „9 септември 1944 г.“ и „Кирил и Методий“ I степен. Умира на 13 декември 1987 г.